# 山田高塚古墳

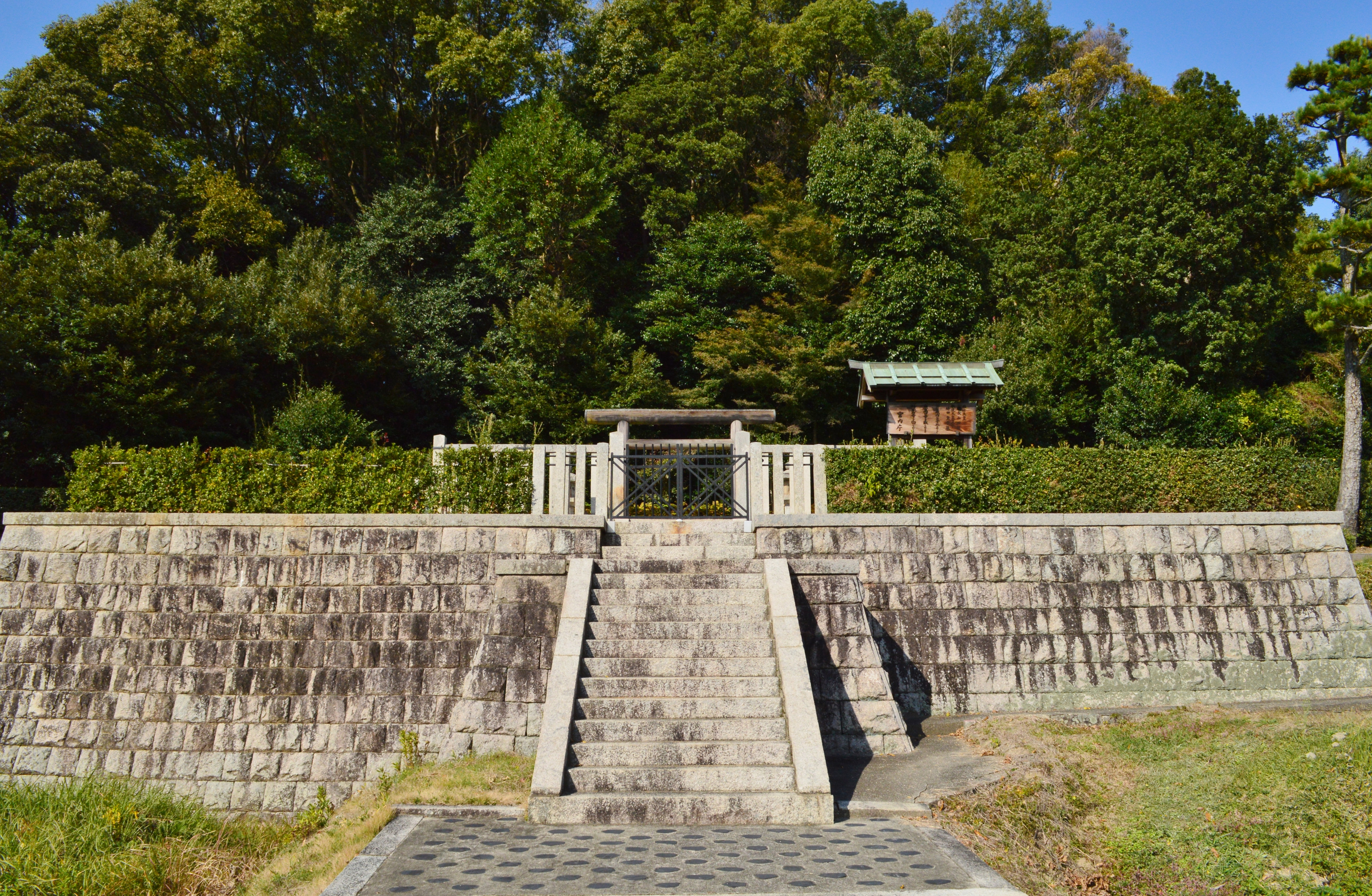
推古天皇磯長山田陵・
竹田皇子墓 拝所

山田高塚古墳（やまだたかつかこふん）は、大阪府南河内郡太子町山田にある古墳。高松古墳（たかまつこふん）ともいう。形状は方墳（または長方形墳）。磯長谷古墳群を構成する古墳の1つ。
実際の被葬者は明らかでないが、宮内庁により「磯長山田陵（しながのやまだのみささぎ）」および「竹田皇子墓（たけだのみこのはか）」として第33代推古天皇・竹田皇子（敏達天皇皇子）の合葬陵墓に治定されている。

## 概要
大阪府南東部、二上山山麓の磯長谷において、金剛山地から伸びる台地状丘陵の西端部に築造された古墳である。江戸時代の修陵で大規模な改変が加えられているほか、現在は宮内庁治定の天皇陵として同庁の管理下にあるが、これまでに宮内庁書陵部による調査等が実施されている。
墳丘は3段築成。1段目は正方形、3段目は長方形であるが、1段目形状には後世の改変可能性が指摘される。墳丘外表では貼石が認められるが、埴輪は無いとされる。埋葬施設は明らかでないが、東西に長い墳丘の特徴から、横穴式石室2基が東西に並び、いずれも南方に開口したと推定される。古書ではいずれかの石室内部における石棺2基の存在が記述されている。
被葬者は明らかでないが、現在は宮内庁により第33代推古天皇（628年崩御）および子の竹田皇子（崩御年不詳）の合葬陵墓に治定されている。磯長谷では、長方形墳または双方墳の形式として二子塚古墳（太子町山田）や葉室塚古墳（太子町葉室）が知られ、石室2基の点や墳丘比率の点で共通性が指摘される。また磯長谷では推古天皇陵のほか敏達・用明・孝徳天皇陵と聖徳太子墓が伝わっており、これらは「梅鉢御陵」と総称される。

## 遺跡歴
- 康平3年（1060年）、「推古天皇山陵」で盗掘（『扶桑略記』[原 1]）[4]。
- 1979年（昭和54年）、境界の石垣設置工事に伴う調査（宮内庁書陵部）[4]。
- 1989年度（平成元年度）、墳丘外表調査（宮内庁書陵部）[2]。
- 2012年（平成24年）2月23日、考古・歴史学会代表による立ち入り調査[6]。

## 構造

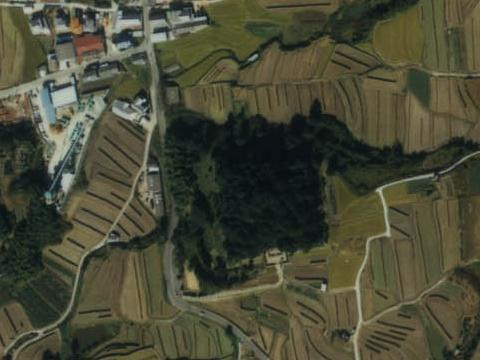
山田高塚古墳の航空写真
（1985年度）。

3段築成の墳丘のうち、1段目は東西59メートル・南北55メートルとほぼ正方形であるが、3段目は東西34メートル・南北25メートルと東西に長い長方形であり、かつ3段目は相当な急斜面をなす。墳丘全体の高さは11メートルを測る。特に1段目のプランは春日向山古墳（用明天皇陵）と同一になるため、江戸時代の修陵の際に春日向山古墳に則って改変されたと見られ、元は1段目も東西に長い長方形であった可能性が指摘される。
墳丘南側には前庭部状の平坦地があり、それを含めた陵域全体は東西75メートル・南北72メートルを測る。また墳丘東側・前面には空堀（幅8-9メートル）が認められるが、1979年（昭和54年）の調査によればその堤は後世に水田上に造作されたものとされる。

## 被葬者
山田高塚古墳の実際の被葬者は明らかでないが、宮内庁では第33代推古天皇および子の竹田皇子（たけだのみこ）の合葬陵墓に治定している。推古天皇について、『日本書紀』では推古天皇36年（628年）3月に崩御したとし、同年9月に遺詔により「竹田皇子之陵」に葬ったとするが、所在地・陵名に関する記載は無い。一方で『古事記』では、「御陵在大野岡上、後遷科長大陵也」として「大野岡上」から「科長大陵」への改葬の旨が見えるが、こちらには竹田皇子との合葬に関する記載は無い。『延喜式』諸陵寮では、推古天皇陵は遠陵の「磯長山田陵」として記載され、河内国石川郡の所在で、兆域は東西2町・南北2町で陵戸1烟・守戸4烟を毎年あてるとする。また『扶桑略記』によれば、康平3年（1060年）に「推古天皇山陵」で盗掘があったという。
その後、元禄の探陵の際には堺奉行が現陵の存在を報告している。また古書では、横穴式石室（いずれの石室か不明）の内部には石棺2基があって、右が推古天皇棺で左が竹田皇子棺であると見える。ただし前述のように本古墳には2基の石室の存在が推定されるため、性格を規定するには石棺2基の石室とは別の石室の内容も考慮するべき点が注意される。

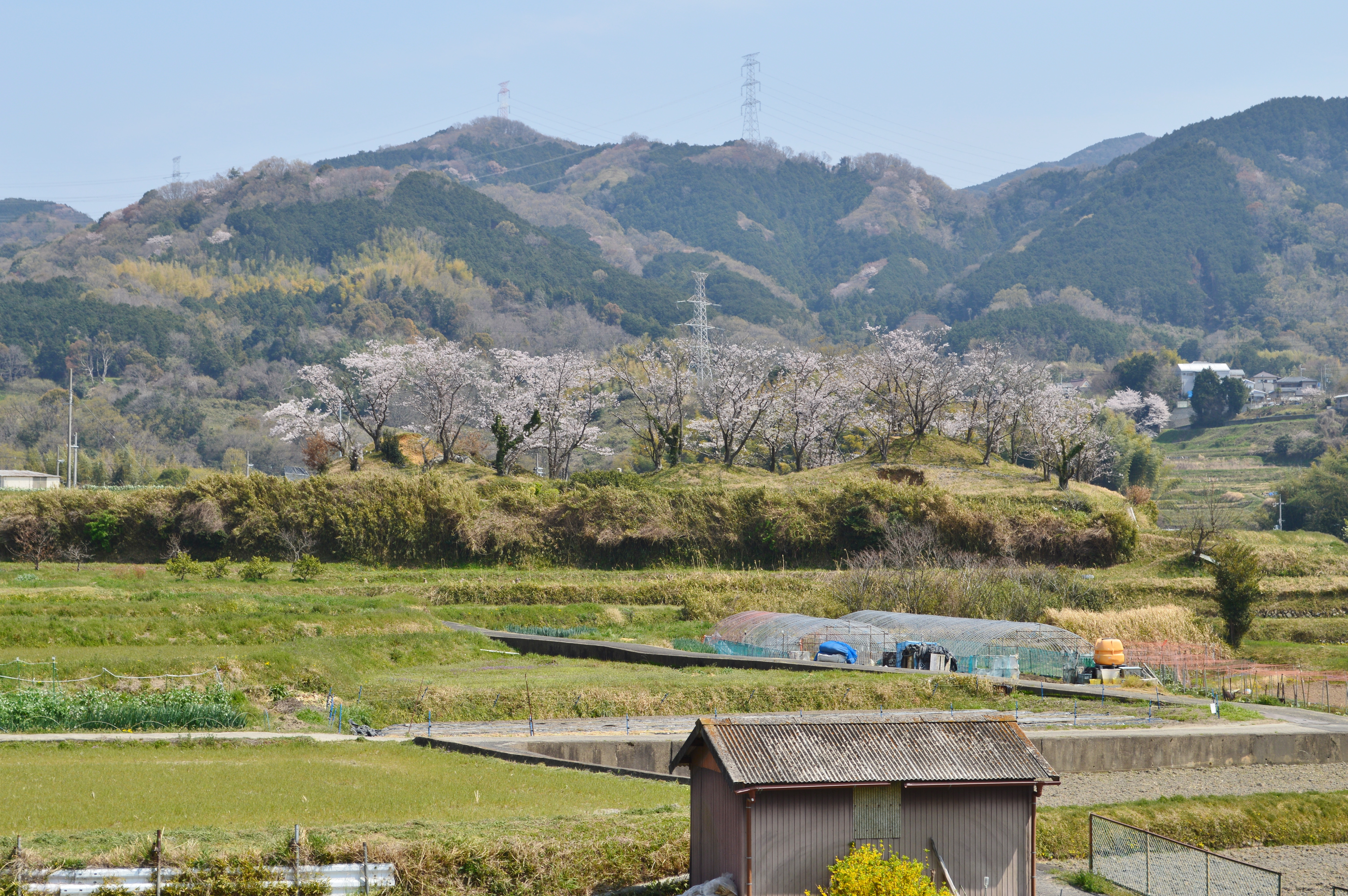
山田高塚古墳から望む
二子塚古墳

なお、推古天皇・竹田皇子の真の合葬陵墓としては東方約200メートルの二子塚古墳に比定する説もあるほか、改葬前の陵墓（大野岡上）については植山古墳（奈良県橿原市）に比定する説がある（詳細は「植山古墳」参照）。
|      |      |      |      |      |      | 石姫 （太子西山古墳）          | 石姫 （太子西山古墳）          | 石姫 （太子西山古墳）          | 石姫 （太子西山古墳）          | 石姫 （太子西山古墳）          | 石姫 （太子西山古墳）          |                              |                              |                              |                              |                              |                              |                           |                           |                           |                           |                           |                           |                              |                              |                              |                              |                                  |                                  |                                  |                                  |                                  |                                  |                              |                              | 29 欽明                   | 29 欽明                   | 29 欽明                   | 29 欽明                   | 29 欽明                   | 29 欽明                   |                                 |                                 |                                 |                                 |                                 |                                 | ［蘇我氏］ 小姉君 | ［蘇我氏］ 小姉君 | ［蘇我氏］ 小姉君 | ［蘇我氏］ 小姉君 | ［蘇我氏］ 小姉君 | ［蘇我氏］ 小姉君 |
|      |      |      |      |      |      | 石姫 （太子西山古墳）          | 石姫 （太子西山古墳）          | 石姫 （太子西山古墳）          | 石姫 （太子西山古墳）          | 石姫 （太子西山古墳）          | 石姫 （太子西山古墳）          |                              |                              |                              |                              |                              |                              |                           |                           |                           |                           |                           |                           |                              |                              |                              |                              |                                  |                                  |                                  |                                  |                                  |                                  |                              |                              | 29 欽明                   | 29 欽明                   | 29 欽明                   | 29 欽明                   | 29 欽明                   | 29 欽明                   |                                 |                                 |                                 |                                 |                                 |                                 | ［蘇我氏］ 小姉君 | ［蘇我氏］ 小姉君 | ［蘇我氏］ 小姉君 | ［蘇我氏］ 小姉君 | ［蘇我氏］ 小姉君 | ［蘇我氏］ 小姉君 |
|      |      |      |      |      |      |                                |                                |                                |                                |                                |                                |                              |                              |                              |                              |                              |                              |                           |                           |                           |                           |                           |                           | ［蘇我氏］ 堅塩媛            | ［蘇我氏］ 堅塩媛            | ［蘇我氏］ 堅塩媛            | ［蘇我氏］ 堅塩媛            | ［蘇我氏］ 堅塩媛                | ［蘇我氏］ 堅塩媛                |                                  |                                  |                                  |                                  |                              |                              | 天皇                      | 天皇                      | 天皇                      | 天皇                      | 天皇                      | 天皇                      |                                 |                                 |                                 |                                 |                                 |                                 |                   |                   |                   |                   |                   |                   |
|      |      |      |      |      |      |                                |                                |                                |                                |                                |                                |                              |                              |                              |                              |                              |                              |                           |                           |                           |                           |                           |                           | ［蘇我氏］ 堅塩媛            | ［蘇我氏］ 堅塩媛            | ［蘇我氏］ 堅塩媛            | ［蘇我氏］ 堅塩媛            | ［蘇我氏］ 堅塩媛                | ［蘇我氏］ 堅塩媛                |                                  |                                  |                                  |                                  |                              |                              | 天皇                      | 天皇                      | 天皇                      | 天皇                      | 天皇                      | 天皇                      |                                 |                                 |                                 |                                 |                                 |                                 |                   |                   |                   |                   |                   |                   |
|      |      |      |      |      |      |                                |                                |                                |                                |                                |                                |                              |                              |                              |                              |                              |                              |                           |                           |                           |                           |                           |                           |                              |                              |                              |                              |                                  |                                  |                                  |                                  |                                  |                                  |                              |                              |                           |                           |                           |                           |                           |                           |                                 |                                 |                                 |                                 |                                 |                                 |                   |                   |                   |                   |                   |                   |
|      |      |      |      |      |      |                                |                                |                                |                                |                                |                                |                              |                              |                              |                              |                              |                              |                           |                           |                           |                           |                           |                           |                              |                              |                              |                              |                                  |                                  |                                  |                                  |                                  |                                  |                              |                              |                           |                           |                           |                           |                           |                           |                                 |                                 |                                 |                                 |                                 |                                 |                   |                   |                   |                   |                   |                   |
| 広姫 | 広姫 | 広姫 | 広姫 | 広姫 | 広姫 |                                |                                |                                |                                |                                |                                | 30 敏達天皇 （太子西山古墳） | 30 敏達天皇 （太子西山古墳） | 30 敏達天皇 （太子西山古墳） | 30 敏達天皇 （太子西山古墳） | 30 敏達天皇 （太子西山古墳） | 30 敏達天皇 （太子西山古墳） |                           |                           |                           |                           |                           |                           | 33 推古天皇 （山田高塚古墳） | 33 推古天皇 （山田高塚古墳） | 33 推古天皇 （山田高塚古墳） | 33 推古天皇 （山田高塚古墳） | 33 推古天皇 （山田高塚古墳）     | 33 推古天皇 （山田高塚古墳）     | 31 用明天皇 （春日向山古墳）     | 31 用明天皇 （春日向山古墳）     | 31 用明天皇 （春日向山古墳）     | 31 用明天皇 （春日向山古墳）     | 31 用明天皇 （春日向山古墳） | 31 用明天皇 （春日向山古墳） |                           |                           |                           |                           |                           |                           | 穴穂部間人皇女 （叡福寺北古墳） | 穴穂部間人皇女 （叡福寺北古墳） | 穴穂部間人皇女 （叡福寺北古墳） | 穴穂部間人皇女 （叡福寺北古墳） | 穴穂部間人皇女 （叡福寺北古墳） | 穴穂部間人皇女 （叡福寺北古墳） | 32 崇峻天皇       | 32 崇峻天皇       | 32 崇峻天皇       | 32 崇峻天皇       | 32 崇峻天皇       | 32 崇峻天皇       |
| 広姫 | 広姫 | 広姫 | 広姫 | 広姫 | 広姫 |                                |                                |                                |                                |                                |                                | 30 敏達天皇 （太子西山古墳） | 30 敏達天皇 （太子西山古墳） | 30 敏達天皇 （太子西山古墳） | 30 敏達天皇 （太子西山古墳） | 30 敏達天皇 （太子西山古墳） | 30 敏達天皇 （太子西山古墳） |                           |                           |                           |                           |                           |                           | 33 推古天皇 （山田高塚古墳） | 33 推古天皇 （山田高塚古墳） | 33 推古天皇 （山田高塚古墳） | 33 推古天皇 （山田高塚古墳） | 33 推古天皇 （山田高塚古墳）     | 33 推古天皇 （山田高塚古墳）     | 31 用明天皇 （春日向山古墳）     | 31 用明天皇 （春日向山古墳）     | 31 用明天皇 （春日向山古墳）     | 31 用明天皇 （春日向山古墳）     | 31 用明天皇 （春日向山古墳） | 31 用明天皇 （春日向山古墳） |                           |                           |                           |                           |                           |                           | 穴穂部間人皇女 （叡福寺北古墳） | 穴穂部間人皇女 （叡福寺北古墳） | 穴穂部間人皇女 （叡福寺北古墳） | 穴穂部間人皇女 （叡福寺北古墳） | 穴穂部間人皇女 （叡福寺北古墳） | 穴穂部間人皇女 （叡福寺北古墳） | 32 崇峻天皇       | 32 崇峻天皇       | 32 崇峻天皇       | 32 崇峻天皇       | 32 崇峻天皇       | 32 崇峻天皇       |
|      |      |      |      |      |      |                                |                                |                                |                                |                                |                                |                              |                              |                              |                              |                              |                              |                           |                           |                           |                           |                           |                           |                              |                              |                              |                              |                                  |                                  |                                  |                                  |                                  |                                  |                              |                              |                           |                           |                           |                           |                           |                           |                                 |                                 |                                 |                                 |                                 |                                 |                   |                   |                   |                   |                   |                   |
|      |      |      |      |      |      | 押坂彦人大兄皇子               | 押坂彦人大兄皇子               | 押坂彦人大兄皇子               | 押坂彦人大兄皇子               | 押坂彦人大兄皇子               | 押坂彦人大兄皇子               |                              |                              |                              |                              |                              |                              | 竹田皇子 （山田高塚古墳） | 竹田皇子 （山田高塚古墳） | 竹田皇子 （山田高塚古墳） | 竹田皇子 （山田高塚古墳） | 竹田皇子 （山田高塚古墳） | 竹田皇子 （山田高塚古墳） |                              |                              |                              |                              | ［膳氏］ 膳郎女 （叡福寺北古墳） | ［膳氏］ 膳郎女 （叡福寺北古墳） | ［膳氏］ 膳郎女 （叡福寺北古墳） | ［膳氏］ 膳郎女 （叡福寺北古墳） | ［膳氏］ 膳郎女 （叡福寺北古墳） | ［膳氏］ 膳郎女 （叡福寺北古墳） |                              |                              | 聖徳太子 （叡福寺北古墳） | 聖徳太子 （叡福寺北古墳） | 聖徳太子 （叡福寺北古墳） | 聖徳太子 （叡福寺北古墳） | 聖徳太子 （叡福寺北古墳） | 聖徳太子 （叡福寺北古墳） |                                 |                                 |                                 |                                 |                                 |                                 |                   |                   |                   |                   |                   |                   |
|      |      |      |      |      |      | 押坂彦人大兄皇子               | 押坂彦人大兄皇子               | 押坂彦人大兄皇子               | 押坂彦人大兄皇子               | 押坂彦人大兄皇子               | 押坂彦人大兄皇子               |                              |                              |                              |                              |                              |                              | 竹田皇子 （山田高塚古墳） | 竹田皇子 （山田高塚古墳） | 竹田皇子 （山田高塚古墳） | 竹田皇子 （山田高塚古墳） | 竹田皇子 （山田高塚古墳） | 竹田皇子 （山田高塚古墳） |                              |                              |                              |                              | ［膳氏］ 膳郎女 （叡福寺北古墳） | ［膳氏］ 膳郎女 （叡福寺北古墳） | ［膳氏］ 膳郎女 （叡福寺北古墳） | ［膳氏］ 膳郎女 （叡福寺北古墳） | ［膳氏］ 膳郎女 （叡福寺北古墳） | ［膳氏］ 膳郎女 （叡福寺北古墳） |                              |                              | 聖徳太子 （叡福寺北古墳） | 聖徳太子 （叡福寺北古墳） | 聖徳太子 （叡福寺北古墳） | 聖徳太子 （叡福寺北古墳） | 聖徳太子 （叡福寺北古墳） | 聖徳太子 （叡福寺北古墳） |                                 |                                 |                                 |                                 |                                 |                                 |                   |                   |                   |                   |                   |                   |
|      |      |      |      |      |      |                                |                                |                                |                                |                                |                                |                              |                              |                              |                              |                              |                              |                           |                           |                           |                           |                           |                           |                              |                              |                              |                              |                                  |                                  |                                  |                                  |                                  |                                  |                              |                              |                           |                           |                           |                           |                           |                           |                                 |                                 |                                 |                                 |                                 |                                 |                   |                   |                   |                   |                   |                   |
|      |      |      |      |      |      |                                |                                |                                |                                |                                |                                |                              |                              |                              |                              |                              |                              |                           |                           |                           |                           |                           |                           |                              |                              |                              |                              |                                  |                                  |                                  |                                  |                                  |                                  |                              |                              |                           |                           |                           |                           |                           |                           |                                 |                                 |                                 |                                 |                                 |                                 |                   |                   |                   |                   |                   |                   |
|      |      |      |      |      |      | 茅渟王                         |                                |                                |                                |                                |                                |                              |                              |                              |                              |                              |                              |                           |                           |                           |                           |                           |                           |                              |                              |                              |                              |                                  |                                  |                                  |                                  |                                  |                                  |                              |                              |                           |                           |                           |                           |                           |                           |                                 |                                 |                                 |                                 |                                 |                                 |                   |                   |                   |                   |                   |                   |
|      |      |      |      |      |      |                                |                                |                                |                                |                                |                                |                              |                              |                              |                              |                              |                              |                           |                           |                           |                           |                           |                           |                              |                              |                              |                              |                                  |                                  |                                  |                                  |                                  |                                  |                              |                              |                           |                           |                           |                           |                           |                           |                                 |                                 |                                 |                                 |                                 |                                 |                   |                   |                   |                   |                   |                   |
|      |      |      |      |      |      |                                |                                |                                |                                |                                |                                |                              |                              |                              |                              |                              |                              |                           |                           |                           |                           |                           |                           |                              |                              |                              |                              |                                  |                                  |                                  |                                  |                                  |                                  |                              |                              |                           |                           |                           |                           |                           |                           |                                 |                                 |                                 |                                 |                                 |                                 |                   |                   |                   |                   |                   |                   |
|      |      |      |      |      |      | 36 孝徳天皇 （山田上ノ山古墳） | 36 孝徳天皇 （山田上ノ山古墳） | 36 孝徳天皇 （山田上ノ山古墳） | 36 孝徳天皇 （山田上ノ山古墳） | 36 孝徳天皇 （山田上ノ山古墳） | 36 孝徳天皇 （山田上ノ山古墳） | 35 皇極天皇 / 37 斉明天皇    | 35 皇極天皇 / 37 斉明天皇    | 35 皇極天皇 / 37 斉明天皇    | 35 皇極天皇 / 37 斉明天皇    | 35 皇極天皇 / 37 斉明天皇    | 35 皇極天皇 / 37 斉明天皇    |                           |                           | 34 舒明天皇               | 34 舒明天皇               | 34 舒明天皇               | 34 舒明天皇               | 34 舒明天皇                  | 34 舒明天皇                  |                              |                              |                                  |                                  |                                  |                                  |                                  |                                  |                              |                              |                           |                           |                           |                           |                           |                           |                                 |                                 |                                 |                                 |                                 |                                 |                   |                   |                   |                   |                   |                   |
|      |      |      |      |      |      | 36 孝徳天皇 （山田上ノ山古墳） | 36 孝徳天皇 （山田上ノ山古墳） | 36 孝徳天皇 （山田上ノ山古墳） | 36 孝徳天皇 （山田上ノ山古墳） | 36 孝徳天皇 （山田上ノ山古墳） | 36 孝徳天皇 （山田上ノ山古墳） | 35 皇極天皇 / 37 斉明天皇    | 35 皇極天皇 / 37 斉明天皇    | 35 皇極天皇 / 37 斉明天皇    | 35 皇極天皇 / 37 斉明天皇    | 35 皇極天皇 / 37 斉明天皇    | 35 皇極天皇 / 37 斉明天皇    |                           |                           | 34 舒明天皇               | 34 舒明天皇               | 34 舒明天皇               | 34 舒明天皇               | 34 舒明天皇                  | 34 舒明天皇                  |                              |                              |                                  |                                  |                                  |                                  |                                  |                                  |                              |                              |                           |                           |                           |                           |                           |                           |                                 |                                 |                                 |                                 |                                 |                                 |                   |                   |                   |                   |                   |                   |

## 現地情報
所在地
- 大阪府南河内郡太子町大字山田

交通アクセス
- バス：喜志駅（近畿日本鉄道（近鉄）長野線）から、金剛バスで「御陵前」バス停下車 （下車後徒歩約200メートル）

周辺
- 磯長谷古墳群
  - 敏達天皇 河内磯長中尾陵・欽明天皇皇后石姫皇女 磯長原陵（太子西山古墳）
  - 用明天皇 河内磯長原陵（春日向山古墳）
  - 聖徳太子 磯長墓（叡福寺北古墳）
  - 孝徳天皇 大阪磯長陵（山田上ノ山古墳）